# جهاد (موشک)
جهاد یک موشک بالستیک کوتاه برد ساخت ایران است. این موشک از سوخت مایع بهره می‌برد و دارای طول ۱۱٫۸۵ متر و قطر ۸۸ سانتی‌متر است. وزن کلی آن ۷۰۲۹ کیلوگرم و وزن سر جنگی آن ۵۰۰ کیلوگرم است. کلاهک این موشک جداشونده و هدایت پذیر می‌باشد.
جهاد اولین موشک سوخت مایع دو فروندی ایران است. اسم موشک از جهاد مغنیه (پسر عماد مغنیه) گرفته شده. سرعت این موشک ۸ ماخ است.